# Audio Lessonover?
Audio Lessonover? è il terzo album in studio del gruppo christian rock britannico Delirious?, pubblicato nel 2001.

## Tracce
1. Waiting for the Summer – 3:25
2. Take Me Away – 3:24
3. Love Is the Compass – 3:32
4. Alien – 4:21
5. Angel in Disguise – 4:32
6. Rollercoaster – 3:46
7. Fire – 3:35
8. There Is an Angel – 5:15
9. Bicycle Gasoline – 4:55
10. A Little Love – 4:10
11. Show Me Heaven – 3:23
12. America – 3:29
13. Stealing Time – 14:12